# Anna Wohlin
Ann-Cathrine Hedvig Flodén Wohlin (* 1. Mai 1946 in Stockholm; † 20. März 2019), besser bekannt als Anna Wohlin, war eine schwedische Tänzerin. Sie war die letzte Freundin von Brian Jones, des 1969 verstorbenen Gründers und Gitarristen der Rolling Stones.

## Leben

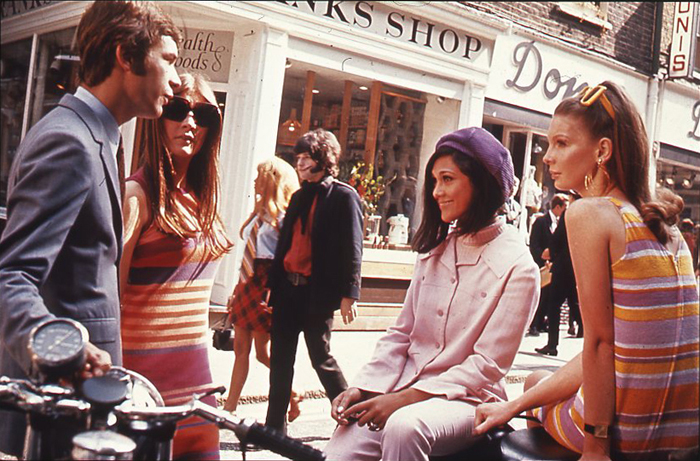
Swinging Sixties – Straßenszene in London 1966

1962 reiste Anna Wohlin im Alter von 16 Jahren erstmals nach Großbritannien und kam als Austauschstudentin nach Wales. Wenig später besuchte sie London. Schnell war sie fasziniert von der Atmosphäre und der Musik der Swinging Sixties und schwärmte bald für Brian Jones von den Rolling Stones. Fünf Jahre später lernte sie den Musiker persönlich kennen, als sie als Tänzerin der Gruppe The Ravens im Speakeasy Club auftrat. Die beiden wurden schließlich ein Paar.

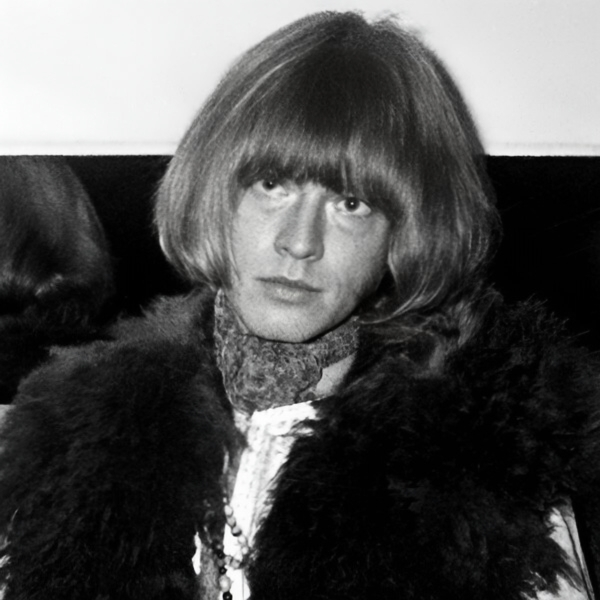
Brian Jones (1967)

Im Frühjahr 1969 zog Wohlin zu Jones auf die Cotchford Farm in Hartfield, Sussex, die früher Alan Alexander Milne, dem Autor der Winnie-Pooh-Bücher, gehört hatte. Nach Aussage von Wohlin fühlte sich Jones sehr wohl auf dem Land und wollte bis zu seinem Lebensende dort wohnen bleiben. Ferner wollten sie heiraten und eine Familie gründen.
Am 8. Juni 1969 erschienen Mick Jagger, Keith Richards und Charlie Watts auf der Cotchford Farm und teilten Jones mit, dass die Band die Trennung von ihm beschlossen hatte. Jones akzeptierte und nahm das Angebot einer einmaligen Abfindungszahlung und einer jährlichen Apanage an. Nach Aussage von Wohlin wollte Jones die Gruppe ohnehin verlassen, da er mit der musikalischen Ausrichtung der Band nicht mehr einverstanden war.
Am Abend des 2. Juli 1969 hielten sich neben Jones und Wohlin auch Janet Lawson, die Freundin des Rolling-Stones-Road-Managers Tom Keylock, und der Bauunternehmer Frank Thorogood auf der Cotchford Farm auf. Um Mitternacht badeten die Männer im Swimmingpool des Anwesens, während sich die Frauen im Haus aufhielten. Kurze Zeit später kam Thorogood wieder in das Haus. 15 Minuten später ging Janet Lawson zum Swimmingpool und fand Brian Jones regungslos am Grund des Schwimmbeckens. Nachdem man Jones aus dem Pool gezogen hatte, versuchte Anna Wohlin vergeblich, ihn wiederzubeleben. Die Reanimationsversuche des herbeigerufenen Rettungsdiensts scheiterten ebenfalls.
Am 5. Juli 1969 fand im Londoner Hyde Park ein bereits lange vorher geplantes Konzert der Rolling Stones statt. Jones und Wohlin hatten vor, an dem Konzert als Zuschauer teilzunehmen. Nach dem Tod von Jones wurde das Konzert in eine Gedenkveranstaltung für den Gitarristen umgewidmet. Die unter Schock stehende Wohlin hielt sich an diesem Tag in einem nahe gelegenen Hotelzimmer auf und sah sich nicht in der Lage, alleine auf dem Konzert zu erscheinen.
An einem der darauf folgenden Tage wurde Wohlin zusammen mit Lawson und Thorogood im Rahmen der polizeilichen Untersuchungen zu den Todesumständen befragt. Der Tod von Jones wurde schließlich als Unglücksfall eingestuft. Die offizielle Todesursache lautete Tod durch Ertrinken unter Einfluss von Alkohol und anderen Drogen, obwohl die Tests nur wenige Hinweise auf Drogen und eine konsumierte Biermenge von etwa dreieinhalb Pints ergaben. Am 10. Juli 1969 wurde Brian Jones in seiner Heimatstadt Cheltenham unter großer öffentlicher Anteilnahme bestattet. Anna Wohlin erschien nicht zu den Begräbnisfeierlichkeiten, Suki Potier, die ehemalige Freundin von Jones, dagegen schon.
Der Road-Manager Tom Keylock sorgte anscheinend dafür, dass Anna Wohlin für kurze Zeit außer Landes nach Schweden ging. Wohlin kehrte zwei Monate später nach England zurück, um ihre persönlichen Sachen von der Farm abzuholen. Sie musste festzustellen, dass das Anwesen ausgeräumt worden war und alle Gegenstände verschwunden waren. Zu dieser Zeit litt Wohlin nach eigener Aussage unter Depressionen, da sie neben Jones auch ein gemeinsames Kind verloren hatte, von dem beide nichts geahnt hatten.
In den nachfolgenden Jahren heiratete Anna Wohlin, gebar eine Tochter mit Namen Amanda und gründete in Stockholm eine eigene Mode-Boutique. Schließlich ließ sie sich von ihrem Mann wieder scheiden. Um die Jahrtausendwende setzte sich Wohlin wieder mit ihrer Vergangenheit auseinander und verfasste ein Sachbuch mit dem Titel The Murder of Brian Jones: The Secret Story of My Love Affair with the Murdered Rolling Stone, in dem ihre Beziehung zu Brian Jones und die Umstände seines Todes beschrieben werden.
Wohlin war fest davon überzeugt, dass Jones keines natürlichen Todes gestorben ist, sondern von Frank Thorogood fahrlässig getötet wurde. Gestützt wird ihre Vermutung von Tom Keylock, dem langjährigen Chauffeur der Rolling Stones. Dieser behauptet, dass ihm Thorogood 1993 an seinem Sterbebett gestanden habe, Jones umgebracht zu haben. Allerdings ging Wohlin davon aus, dass Thorogood den Musiker ohne Tötungsabsicht ertränkt hat, vielleicht im Verlauf einer Rangelei. Das Verhältnis zwischen den beiden Männern war zu dieser Zeit wegen Baumaßnahmen auf der Cotchford Farm und ausstehender Rechnungen angespannt.
2005 brachte der britische Filmproduzent Stephen Woolley die Filmbiografie Stoned über das Leben von Brian Jones heraus. In diesem Film wird der Tod von Jones ebenfalls als Folge von Thorogoods Übergriffen dargestellt. Im Rahmen der Veröffentlichung des Films gab Wohlin mehrere Interviews, in denen sie ihre Sicht auf ihre schicksalhafte Beziehung zu Brian Jones schilderte. Dazu erschien auch eine Neuauflage ihres Buchs unter dem Titel The Wild and Wycked World of Brian Jones: The True Story of My Love Affair with the Rolling Stone.
Das maßgebliche Anliegen von Anna Wohlin war, den Eindruck zu korrigieren, in jener Nacht sei ein bösartiger und drogengezeichneter Hedonist verstorben. Nach ihrer Aussage war Brian Jones ein liebenswürdiger Mensch, er konsumierte auch in den letzten Wochen seines Lebens keine Drogen mehr und begann sein Leben neu auszurichten. Zwischen 2009 und 2010 überprüfte die Polizei erneut die Todesumstände, fand aber keine belastbaren Anhaltspunkte, die eine weitere Untersuchung gerechtfertigt hätten.

## Werke
- Anna Wohlin: The Murder of Brian Jones: The Secret Story of My Love Affair with the Murdered Rolling Stone. John Blake Publishing, London 2000, ISBN 978-1-85782-334-9.
- Anna Wohlin: The Wild and Wicked World of Brian Jones: The True Story of My Love Affair with the Rolling Stone. John Blake Publishing, London 2005, ISBN 978-1-85782-567-1.